# Burgstall Ottersdorf
Der Burgstall Ottersdorf, örtlich bedingt auch als Burgstall Hexenagger bezeichnet, ist eine abgegangene Spornburg auf einem steilen 424 m ü. NHN hohen Felssporn über dem Tal, dem Schindergrund, bei dem Weiler Ottersdorf westlich von Hexenagger, einem Ortsteil des Marktes Altmannstein im Landkreis Eichstätt in Bayern. Die Anlage wird als Bodendenkmal unter der Aktennummer D-1-7036-0002 im Bayernatlas als „mittelalterlicher Burgstall“ geführt. 
Als Besitzer der nur schwer einnehmbaren kleinen Burg werden von 1108 bis 1140 urkundlich die Herren von Ottersdorf erwähnt. Die Burg diente der Ortsbevölkerung und deren Vieh als Fliehburg.
Gesichert war die Burg durch einen Palisadenzaun auf dem äußeren Wall sowie einer halbkreisförmigen Doppelwallanlage erhöht mit Palisaden, hinter der sich ein durch eine Brücke mit dem Steilhang verbundenes hölzernes Gebäude auf einem Felssporn befand.
Von der ehemaligen Burganlage sind noch Wall- und Grabenreste erhalten. 